# Megaluropus mysersi
Megaluropus mysersi är en kräftdjursart. Megaluropus mysersi ingår i släktet Megaluropus och familjen Megaluropidae. Inga underarter finns listade i Catalogue of Life.